# Kai Lüftner
Kai Lüftner (* 12. Januar 1975 in Berlin) ist ein deutscher Kinder- und Jugendbuchautor, Musiker, Komponist, Hörbuch-Bearbeiter und Regisseur.

## Werdegang
Kai Lüftner studierte zunächst Sozialpädagogik. In den folgenden Jahren arbeitete er als Streetworker, Sozialarbeiter, Bauhelfer, Pizza-Fahrer, Türsteher, Konzert-Veranstalter, Radioredakteur, Werbe-, Auftrags- und Liedtexter, Kabarettist und Alleinunterhalter, Comedy-Autor, Komponist und Musiker.
Seine Erfüllung fand er allerdings erst mit seinen eigenen Projekten als Schriftsteller und Komponist für Kinder.
2012 erschien sein erstes Kinderbuch Die weltbeste Lilli, das in den Kinderbuchkatalog „little big books“, aufgenommen wurde.
Daneben betätigte sich Lüftner auch als Musiker und Komponist. 2014 veröffentlichte er im Rahmen seines Musikprojektes ROTZ ‘N’ ROLL RADIO – das ursprünglich aus der Idee entstanden war, für seinen Sohn ein Kinderlied zu schreiben – seine erste Musik-CD. An diesem Projekt wirkten Bürger Lars Dietrich, Anna Thalbach, Tetje Mierendorf, Oliver Kalkofe, Jürgen von der Lippe, Simon Jäger, Tanja Geke, Cathlen Gawlich mit.
Seit 2019 lebt Kai Lüftner auf Bornholm.

## Bibliographie
- Die weltbeste Lilli (2012)
- Achtung, Milchpiraten (2012)
- Achtung, Milchpiraten – Rache für Rosa (2013)
- Für immer (2013)
- Der Zauberer Barbeutzebutz – Ein verrückter Reimspaß (2013)
- Das Kaff der guten Hoffnung – Jetzt erst recht! (2014)
- Das Kaff der guten Hoffnung – Ganz oder gar nicht! (2014)
- Das Kaff der guten Hoffnung – Da geht noch was! (2015)
- Liebes Kind: Ode eines frustrierten Vaters (2014)
- Superjunge (2015)
- Der Gewitterritter (2015)
- Ich bin...einfach ich (2016)
- Volle Kraft voraus – die Geschichten der Milchpiraten (2016)
- Die Finstersteins – Teil 1: Wehe wer die Toten weckt (2016)
- Der Manni im Mond (2017)
- Sei kein Frosch (2019)
- Furzipups, der Knatterdrache (2019)
- Für immer (2019)
- Marie Käferchen, mit Illustrationen von Wiebke Rauers. NordSüd Verlag, Zürich 2022, ISBN 9783314105913
- Walter Falter, mit Illustrationen von Wiebke Rauers. NordSüd Verlag, Zürich 2023, ISBN 9783314106392

## Musik-CDs
- Rotz 'n' Roll Radio (2014 erschienen bei Der Audio Verlag)
- Rotz 'n' Roll Radio – Partypiepel (2015 erschienen bei Der Audio Verlag)
- Der Gewitter-Ritter und andere Geschichten (mit Musik von Rotz´N`Roll Radio – 2015 erschienen bei Der Audio Verlag)
- Rotz 'n' Roll Radio – Jubel, Trubel, Heiserkeit (2017 erschienen bei Rotz N Roll-Musikverlag)

## Hörbücher (Regie)
- Gesucht: Billy the Kid, 2006
- Das Graveyard-Buch, 2008
- Sherlock Holmes und Dr. Watson (Wupp! Die Dimensions-Jäger), 2009
- 1001 Nacht (Wupp! Die Dimensions-Jäger 2), 2009
- Rocco Randale – Flohzirkus mit Würstchen, 2011
- Frank Schätzing XXL, 2011
- Die Bibel für Kinder, 2011
- Rocco Randale – Oberstress mit Unterhose, 2012
- Die Abenteuer des Sherlock Holmes, 2012
- Die Weihnachts-Krimis, 2012
- Emma Panther und die Sache mit dem Größenwahn, 2012
- Rocco Randale – Achterbahn mit Oma, 2013
- Zwölfe hat's geschlagen, 2013
- Hercule Poirot ermittelt, 2014
- Die Memoiren des Sherlock Holmes, 2014
- Julia
- Der Wachsblumenstrauß
- Eliot und Isabella
- Weiße Krähe
- Zigby das Zebra
- Wir sind Helden – Das Tourtagebuch
- Spuk unterm Riesenrad (Filmhörspiel)
- Wickie und die Stadt der Tyrannen

## Auszeichnungen
- „Die weltbeste Lilli“ – Aufnahme in den Katalog der besten Kinderbücher der Welt, „little big books“, 2012
- „Achtung, Milchpiraten“ – Hörbuch- und Hörspielpreis „Ohrkanus“ in der Kategorie „Bestes Kinder- und Jugendhörbuch“, 2013
- nominiert für den Medienpreis „LEOPOLD 2015/2016“ (Medienpreis des Verbandes deutscher Musikschulen)